# Christine Day
Christine Day (23 augustus 1986) is een Jamaicaanse atlete, die is gespecialiseerd in de sprintnummers. Ze nam tweemaal deel aan de Olympische Spelen en veroverde hierbij in totaal twee medailles.

## Carrière
Bij haar internationale debuut, op de wereldkampioenschappen van 2009 in Berlijn, strandde Day in de halve finales van de 400 m.
Tijdens de Olympische Spelen van 2012 in Londen werd de Jamaicaanse uitgeschakeld in de halve finales van de 400 m. Op de 4 x 400 m estafette veroverde ze samen met Rosemarie Whyte, Shericka Williams en Novlene Williams-Mills de bronzen medaille. 
Vier jaar later startte Day op de Olympische Spelen van Rio wederom op de 4 x 400 m estafette. Ze maakte deel uit van het estafetteteam dat in de series tot een tijd van 3.22,38 kwam. In de finale werd zij vervangen door een andere loopster en veroverde het Jamaicaanse team een zilveren medaille met een tijd van 3.20,34.

## Titels
- Wereldkampioene 4 x 400 m - 2015
- Gemenebestkampioene 4 x 400 m - 2014

## Persoonlijk record
| Afstand | Tijd  | Datum            | Plaats |
| ------- | ----- | ---------------- | ------ |
| 400 m   | 50,14 | 27 augustus 2015 | Peking |

## Palmares

### 400 m
- 2009: 8e in ½ fin. WK - 53,46 s (in serie 53,13 s)
- 2012: 4e in ½ fin. OS - 51,19 s (in serie 51,05 s)
- 2015: 4e WK - 50,14 s
- 2016: 4e in ½ fin. OS - 51,53 s

### 4 x 400 m
- 2012:  OS - 3.20,95
- 2013: DQ in series WK
- 2014:  Gemenebestspelen - 3.23,82
- 2015:  WK - 3.19,13
- 2016:  OS - 3.19,06[1]

1983: Walther, Busch, Koch, Rübsam ·
1987: Neubauer, Emmelmann, Schersing, Busch ·
1991: Ledovskaja, Dzjigalova, Nazarova, Bryzgina ·
1993: Torrence, Malone-Wallace, Kaiser-Brown, Miles-Clark ·
1995: Graham, Stevens, Jones, Miles-Clark ·
1997: Feller, Rohländer, Rücker, Breuer ·
1999: Tsjebykina, Gontsjarenko, Kotljarova, Nazarova ·
2001: Richards, Scott, Parris, Fenton ·
2003: Barber, Washington, Richards, Miles-Clark ·
2005: Petsjonkina, Krasnomovets, Antjoech, Pospelova ·
2007: Trotter, Felix, Wineberg, Richards ·
2009: Dunn, Felix, Demus, Richards ·
2011: Richards-Ross, Felix, Beard, McCorory ·
2013: Goesjtsjina, Firova, Ryzjova, Krivosjapka ·
2015: Day, Jackson, McPherson, Williams-Mills ·
2017: Hayes, Felix, Wimbley, Francis ·
2019: Francis, McLaughlin, Muhammad, Jonathas ·
2022: Diggs, Steiner, Wilson, McLaughlin ·
2023: Saalberg, Klaver, Peeters, Bol